# Friedrich III. (Meißen)

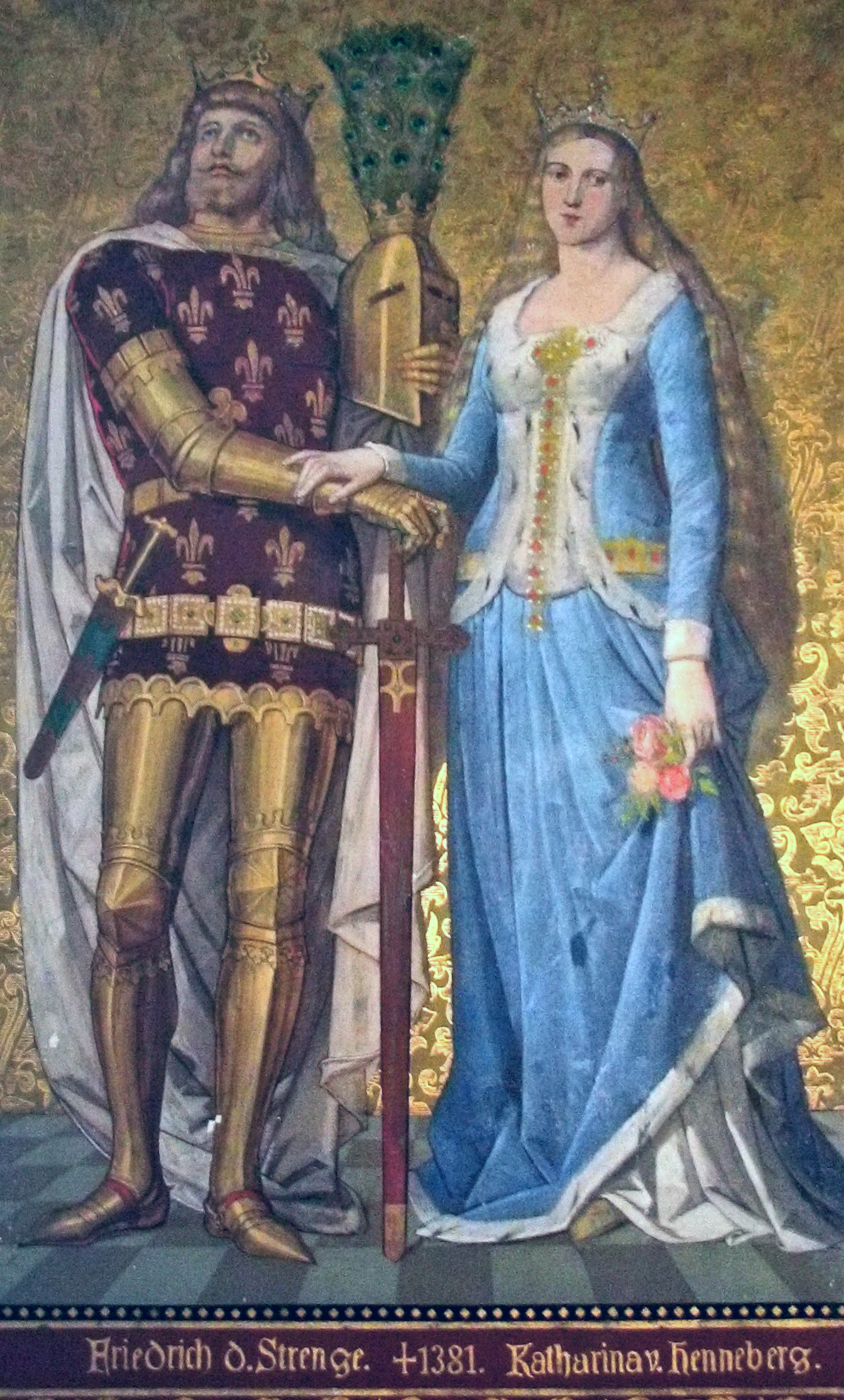
Friedrich III., der Strenge und Katharina von Henneberg, Historienmalerei des 19. Jh. im Großen Saal der Albrechtsburg, Meißen

Friedrich III. der Strenge, auch Friedrich der Freundholdige, (* 14. Dezember 1332 in Dresden; † 21. Mai 1381 in Altenburg) war Landgraf von Thüringen und Markgraf von Meißen.
Er war der Sohn Friedrichs des Ernsthaften und der Kaisertochter Mathilde von Bayern und übernahm 1349 nach dem Tod des Vaters die Länder Meißen und Thüringen seines Vaters, die er gemeinsam mit seinen Brüdern Balthasar und Wilhelm I. regierte.
Seine Gemahlin Katharina von Henneberg brachte ihm als Mitgift einen großen Teil der Grafschaft Henneberg (Pflege Coburg) ein. Durch Kauf erwarb er Elgersburg, Zörbig, Teile der Markgrafschaft Landsberg und die Stadt Sangerhausen.

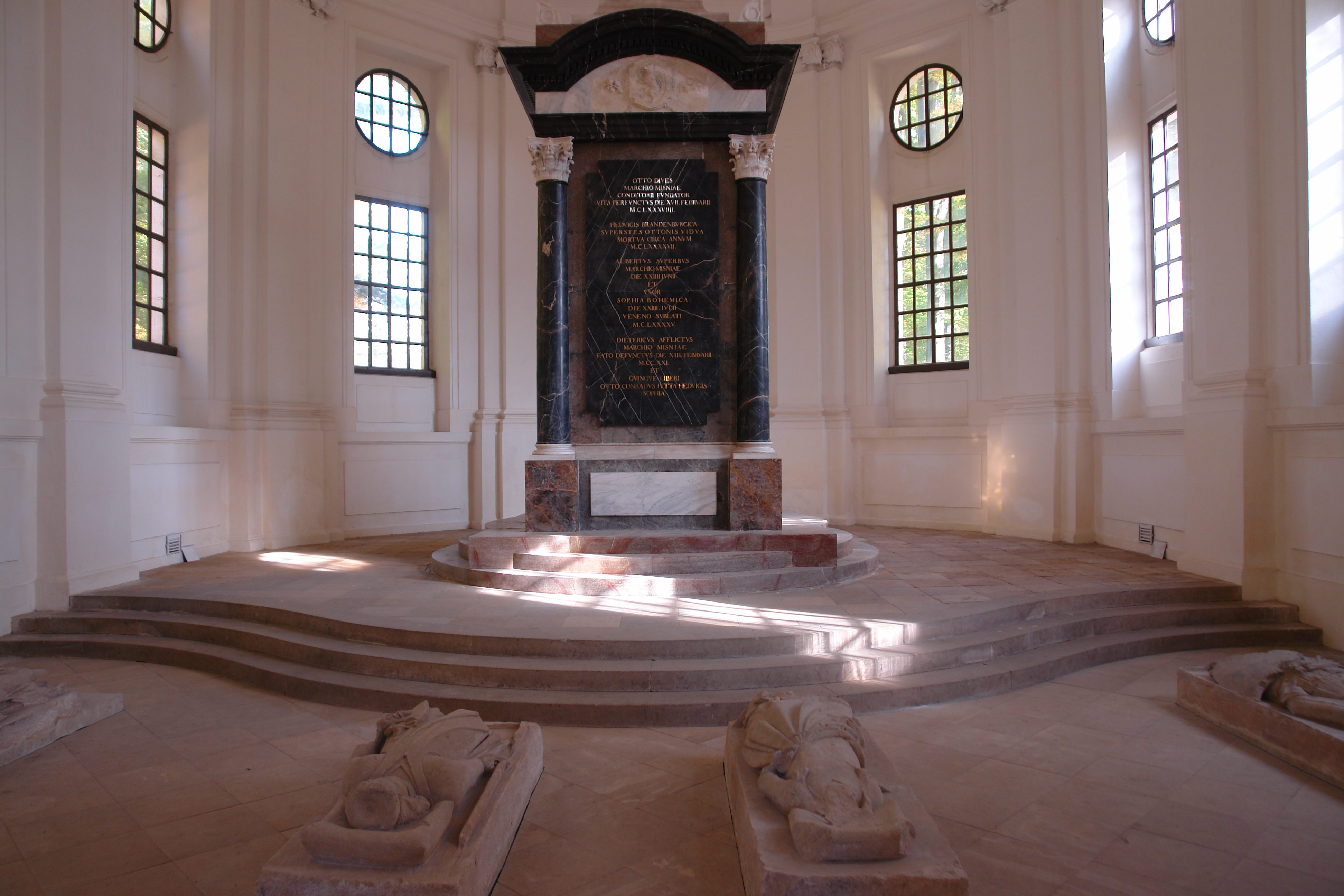
Gräber in der Fürstenkapelle zu Kloster Altzella

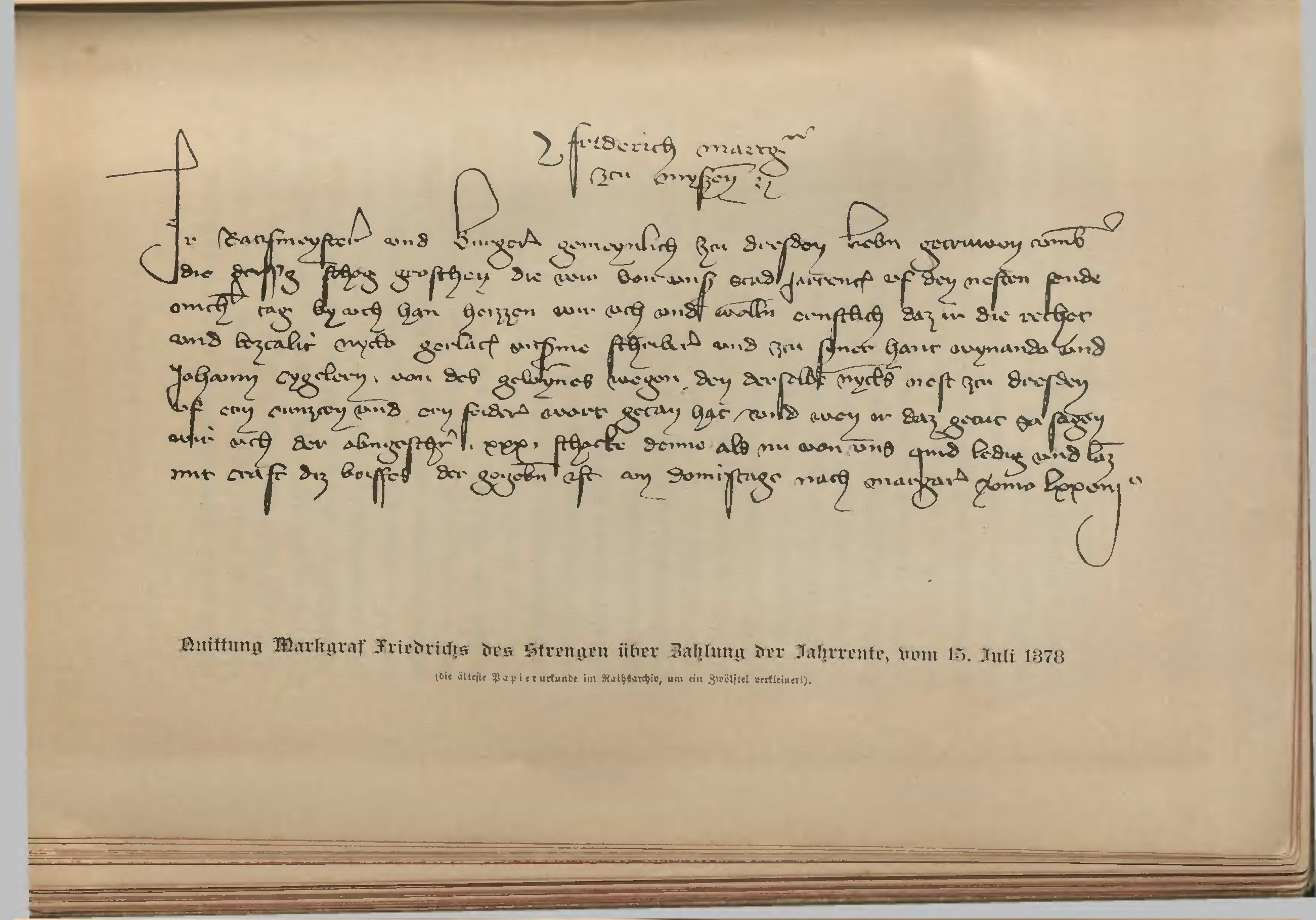
Quittung Markgraf Friedrich des Strengen über Zahlung der Jahrrente vom 15. Juli 1378 (älteste Papierurkunde des Rathsarchiv in Dresden)

Die Vögte von Plauen und die Grafen von Schwarzburg zwang er gewaltsam zu einer Reihe von Abtretungen. Gemeinsam mit Heinrich II. von Hessen vernichtete er den Sternerbund.
Friedrich starb am 21. Mai 1381 in Altenburg. Seine Grabstätte befindet sich im Kloster Altzella, wo 1676 für die Gräber aus dem Chor der zerfallenen Klosterkirche eine neue Fürstenkapelle errichtet wurde, in welche die Gebeine aber erst 1804 umgebettet wurden.

## Nachkommen
Friedrich der Strenge war seit 1346 mit Katharina von Henneberg (* 1334; † 15. Juli 1397 in Meißen) verheiratet, die ihm folgende vier Söhne gebar:
1. Friedrich († jung, um 1350)
2. Friedrich der Streitbare (1370–1428)
3. Wilhelm der Reiche (1371–1425)
4. Georg (* 1380; † 9. Dezember 1401 in Coburg)